# Kulparkiw
Kulparkiw (ukrainisch Кульпарків; russisch Кульпарков/Kulparkow, polnisch Kulparków) ist ein Stadtviertel der westukrainischen Stadt Lemberg (im Stadtrajon Franko).

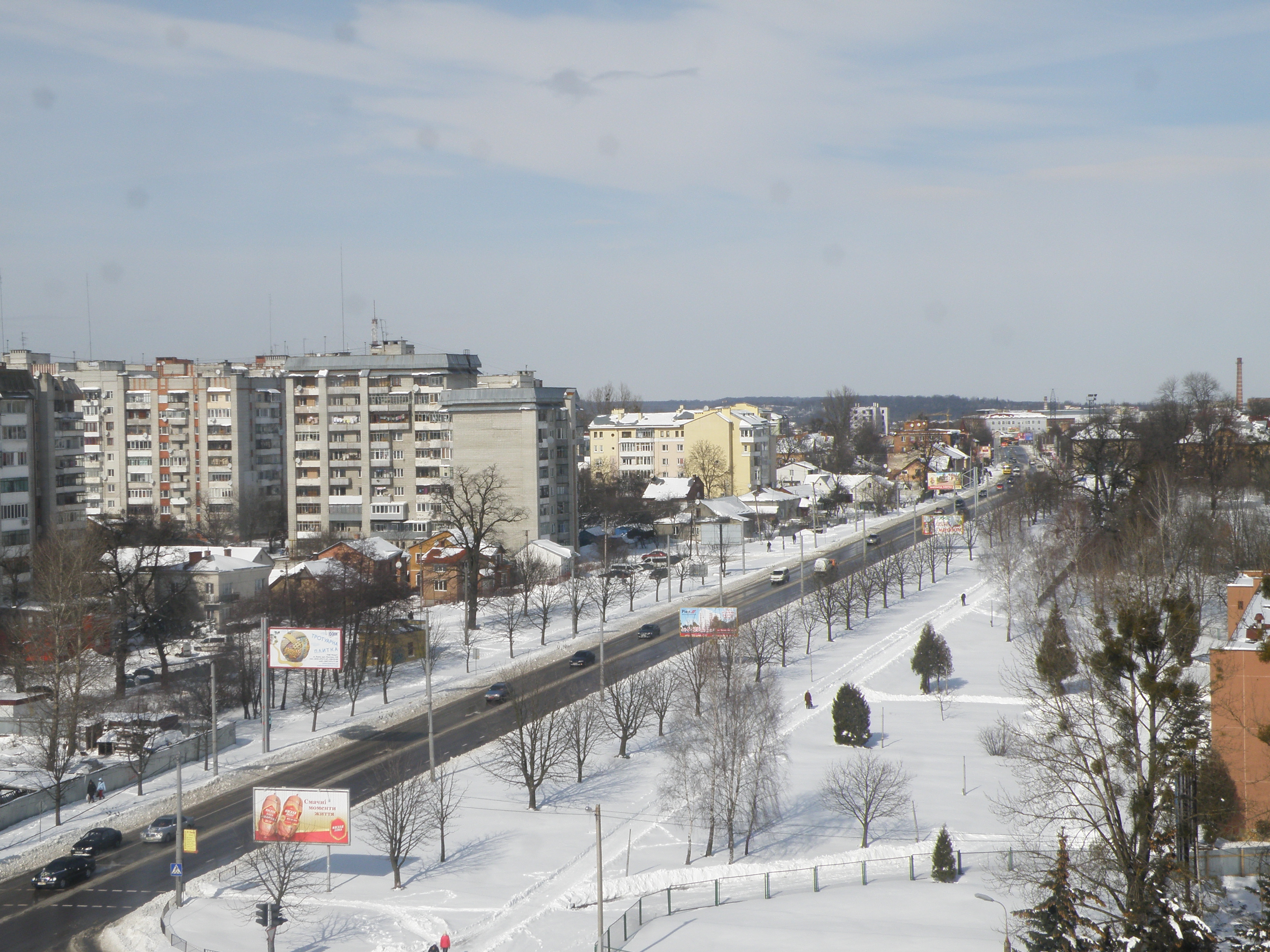
Kulparkiwska-Straße

## Geschichte
Im Jahr 1425 wurde der Lemberger Stadtbürger Paulus Goltberg (oder Paul Goldperk) erwähnt, der den Wald sowie die im Wald neugegründete Ortschaft südwestlich der Stadt im Besitz hatte. Der Nachname Goldberg wurde noch im Jahr 1483 erwähnt, aber der am wahrscheinlichsten aus der stark entstellten Form des Namens abgeleitete Ortsname Lukparkow tauchte erst in der Neuzeit auf und wurde erst später zur Kulparkow.
Das Dorf gehörte zunächst zur Adelsrepublik Polen-Litauen, Woiwodschaft Ruthenien, Lemberger Land. 1571 wurde das örtliche Vorwerk vom Stadtbürger Stanisław Szolz abgekauft.

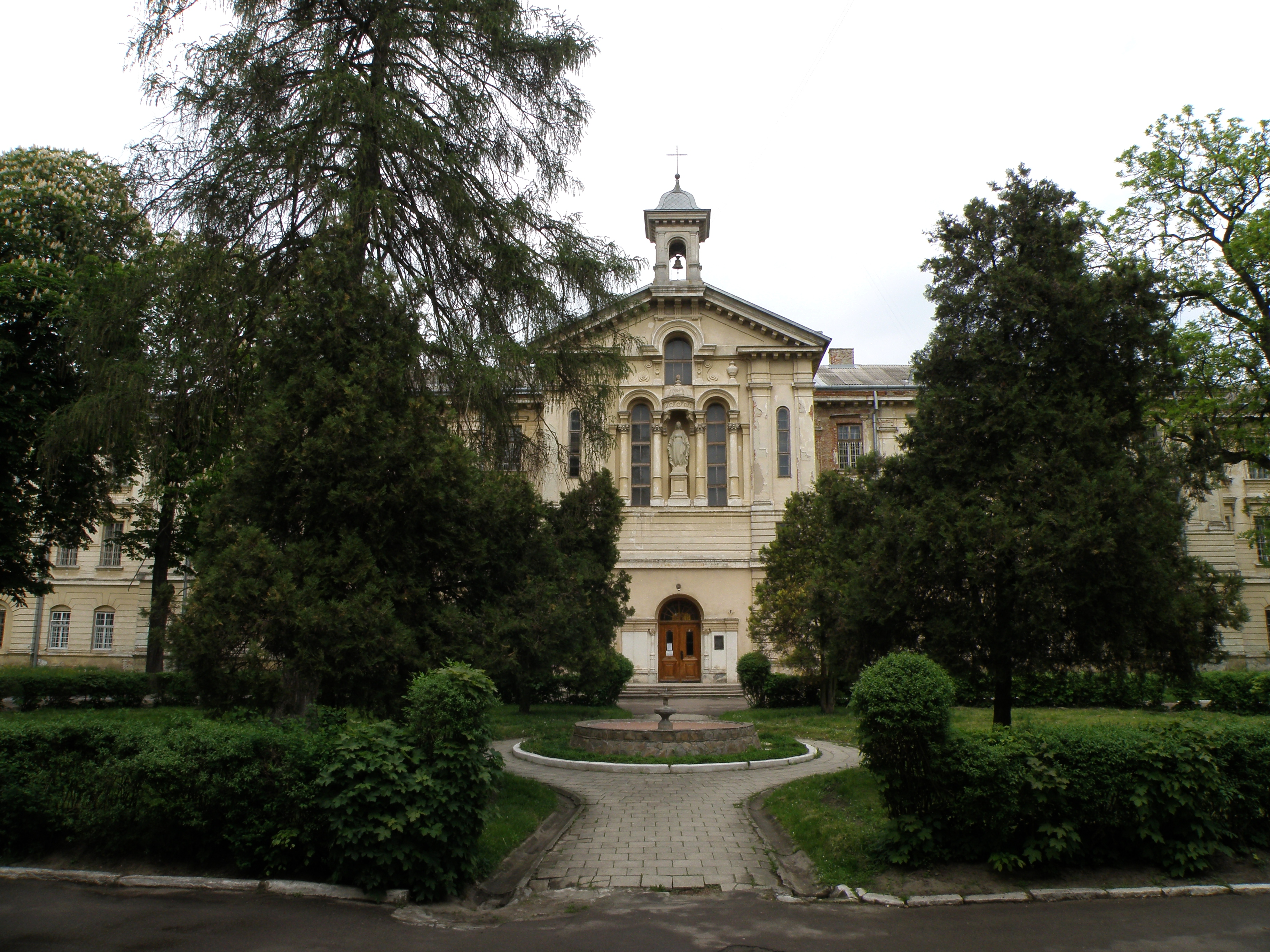
Ehemalige Psychiatrische Klinik, jetzt Sitz einer Kirche

Bei der Ersten Teilung Polens kam das Dorf 1772 zum neuen Königreich Galizien und Lodomerien des habsburgischen Kaiserreichs (ab 1804). 1861 wurde der Bahnhof Lwiw südwestlich der Stadt eröffnet, was die städtische Bebauung auch in der Richtung von Kulparkiw entwickelte. 1875 wurde eine psychiatrische Klinik in Kulparkiw für Patienten aus ganz Ostgalizien gebaut.
Im Jahre 1900 hatte die Gemeinde Kleparów 114 Häuser mit 1742 Einwohnern, davon waren 1359 Polnischsprachige, 309 Ruthenischsprachige und 54 Deutschsprachige, 1151 waren römisch-katholisch, 412 griechisch-katholisch, 155 jüdischer Religion, 24 anderen Glaubens.
Nach dem Ende des Polnisch-Ukrainischen Kriegs 1919 kam die Gemeinde zu Polen. Im Jahre 1921 hatte sie 176 Häuser mit 2961 Einwohnern, davon waren 2216 Polen, 555 Ruthenen, 142 Juden (Nationalität), 23 Deutsche, 1872 waren römisch-katholisch, 690 griechisch-katholisch, 27 evangelisch, 343 Juden (Religion).
1927 wurde eine römisch-katholische Kirche nach dem Projekt von Ludomił Klemens Gyurkovich im Stil des Neobarocks errichtet. Der Ort wurde am 1. April 1931 in die Stadt eingemeindet, 1953 an die Oberleitungsbuslinie (heute eine Straßenbahn) angeschlossen, später auch mit Plattenbausiedlungen umgebaut.